# Sárga-tenger
A Sárga-tenger (kínaiul 黄海, pinjin átírással Huáng Hǎi, koreaiul 黃海 vagy 西海) a Csendes-óceán egyik másodrendű peremtengere a Koreai-félsziget és Kína között. 

## Neve
A Sárga-folyó iszapos hordaléka miatt kapta a Sárga-tenger nevet. A folyó a Pohaj-öbölbe ömlik.

## Természeti földrajza
A Csendes-óceán nyugati partvidékén helyezkedik el a Japán-tenger és a Dél-kínai-tenger között. Nyugaton Kína határolja, keleten a Koreai-félsziget. Déli határát a Jangce torkolata és a Csedzsu-szoros között húzzák meg. A „másodrendű peremtenger” besorolást azért kapta, mert keletnek, a Kelet-kínai-tenger felé nyílt, ezért az önmagában is a Kelet-kínai-tenger peremtengerének számít. Kettejük határát többé-kevésbé önkényesen vonják meg, ezért területéről a különböző források más-más adatokat közölnek — a Magyar Nagylexikon szerint ez 420 000 km².
Nagy északnyugati öble a Pohaj-tenger, amelyet északkeletről a Liaotung-félsziget, délről a Santung-félsziget határol. Keleti partján, a Koreában alakult ki a világ második legnagyobb árapálysíksága. Partvonala Koreától a Santung-félszigetig erősen tagolt; ettől délre, a Kínai-alfölddel érintkező szakasz tagolatlan, lapos. A lapos partok előtt nagy homokzátonyok húzódnak.
Mélysége sehol sem haladja meg a 100 m-t. Ennek megfelelően nagy a vízhőmérséklet éves hőingása:
- nyáron + 20°C körül;
- télen a déli részen + 10°C körül, a Pohaj-tenger északi partvidékén a fagyponthoz közeli.

Az árapály erős; szintkülönbsége több mint 4 méter. A víz sótartalma 33 ezrelék alatti.
Klímája mérsékelt övi monszun éghajlat. Az uralkodó szélirány nyáron délkeleti, télen északnyugati. Időnként trópusi viharok söpörnek végig rajta.

## Gazdasági földrajza
Gazdasági jelentősége igen nagy. A sűrűn lakott partvidéken több nagyvárosi agglomeráció sorakozik (a kínai oldalon Tiencsin és Talien, Koreában Phenjan és Szöul). Mindkét parton jelentős kikötők, közlekedési csomópontok épültek.
A tengervízből sót párolnak le.

## Magyar vonatkozású érdekesség
Az első világháború idején az Osztrák–Magyar Monarchia Kaiserin Elisabeth cirkálója 1914 nyarán a Távol-Keleten, a Sárga-tengeren tartózkodott, majd behajózott a Németország által bérelt Csingtao kikötőjébe. Japán 1914. augusztus 16-i ultimátumában Németországot a bérelt terület elhagyására szólította fel. Mivel az ultimátum megválaszolatlan maradt, Japán 1914. szeptember 28-án megkezdte Csingtao ostromát.